# Nitronium
Nitronium (též známý jako nitrylový kation) je název kationtu se vzorcem NO +
2 . Patří mezi oniové ionty, protože mu čtyřvazný atom dusíku s kladným nábojem dodává strukturu podobnou amonnému kationtu. Lze jej odvodit od oxidu dusičitého odtržením elektronu z molekuly, případně protonací kyseliny dusičné a odštěpením H2O.
Je dostatečně stabilní na to, aby existoval za normálních podmínek, ovšem je velmi reaktivní a používá se téměř výhradně jako elektrofil při nitraci různých sloučenin. Vytváří se smícháním koncentrované kyseliny sírové a koncentrované kyseliny dusičné:
H2SO4 + HNO3 → HSO −
4  + NO +
2  + H2O

## Struktura
Nitroniový ion je izoelektronický s oxidem uhličitým a oxidem dusitým a má stejnou lineární strukturu s vazebným úhlem 180°; v důsledku toho má s oxidem uhličitým i podobné vibrační spektrum. K detekci nitroniových iontů se používala Ramanova spektroskopie, poprvé šlo o identifikaci iontu v nitračních směsích.

## Soli
Lze připravit několik solí nitronia se slabě nukleofilními anionty; patří k nim například chloristan (NO +
2 ClO -
4 ), tetrafluorboritan (NO +
2 BF -
4 ), hexafluorfosforečnan ((NO +
2 PF -
6 )), hexafluorarseničnan ((NO +
2 AsF -
6 )) a hexafluorantimoničnan (NO +
2 SbF -
6 )). Všechny tyto sloučeniny jsou značně hygroskopické.
Molekuly oxidu dusičného (N2O5) v pevném skupenství se skládají z nitroniového kationtu a dusičnanového aniontu, což z něj dělá iontovou sloučeninu se vzorcem [NO +
2 NO -
3 ]. V kapalném a plynném skupenství ovšem oxid dusičný zaujímá molekulovou strukturu, ve které se nenacházejí nitroniové ionty.

## Podobné látky
Fluorid nitrylu (NO2F) a chlorid nitrylu (NO2Cl) nejsou soli nitronia, nýbrž kovalentní sloučeniny, což se odráží v jejich nízkých teplotách varu (−72 °C u NO2F a −6 °C u NO2Cl) a krátkých vazbách N–X (135 pm u N–F 135 pm a 184 pm u N–Cl).
Přidáním jednoho elektronu k nitrosylovému iontu vznikne neutrální nitrylový radikál (NO2•), který je stabilní a obvykle bývá nazýván oxid dusičitý.
Obdobnou záporně nabitou částicí je dusitanový anion NO -
2 .